# Tansen (Stora Kopparbergs socken, Dalarna)
Tansen är en sjö i Falu kommun i Dalarna och ingår i Dalälvens huvudavrinningsområde. Sjön har en area på 0,807 kvadratkilometer och ligger 137,1 meter över havet. Sjön avvattnas av vattendraget Faluån (Säpptjärnsån).

## Delavrinningsområde
Tansen ingår i det delavrinningsområde (673009-148066) som SMHI kallar för Utloppet av Tansen. Medelhöjden är 153 meter över havet och ytan är 4,76 kvadratkilometer. Räknas de 32 avrinningsområdena uppströms in blir den ackumulerade arean 234,23 kvadratkilometer. Faluån (Säpptjärnsån) som avvattnar avrinningsområdet har biflödesordning 3, vilket innebär att vattnet flödar genom totalt 3 vattendrag innan det når havet efter 237 kilometer. Avrinningsområdet består mestadels av skog (65 procent) och öppen mark (10 procent). Avrinningsområdet har 0,81 kvadratkilometer vattenytor vilket ger det en sjöprocent på 16,9 procent. Bebyggelsen i området täcker en yta av 0,07 kvadratkilometer eller 1 procent av avrinningsområdet.